# Angelika Kauffmann
Angelika Kauffmann of Maria Anna Angelica Kauffmann (Chur, 30 oktober 1741 – Rome, 5 november 1807) was een van origine Zwitserse of Oostenrijkse kunstschilder die ook werkte in Engeland en Italië.

## Leven
Angelika Kauffmann werd geboren als dochter van een middelmatig frescoschilder, Johann Josef Kauffmann, die diverse paleizen en kerken decoreerde. In 1754 verhuisde het gezin naar Milaan, waar Angelika op 15-jarige leeftijd al de aandacht trok met haar pastelportretten. Ze groeide op aan het Comomeer. Haar moeder bracht haar de Engelse, Italiaanse en Franse taal bij. Ze werd beschouwd als een wonderkind en verbaasde bisschoppen met haar zang en getekende portretten. Na de dood van haar moeder, in 1757, trekken de vader en dochter naar zijn geboortestreek, het Bregenzerwald. In Schwartzenberg werkten beiden aan de beschildering van de parochiekerk. Vanaf 1762 bezochten ze steden als Bologna, Florence en Rome om de klassieke oudheid te bestuderen en de oude meesters te kopiëren. In 1764 werd ze door Winckelmann gecomplimenteerd in een brief, nadat zij zijn portret heeft geschilderd. Ze werd lid van de Accademia di San Luca in Rome en ontmoet veel Engelse toeristen, bezig aan hun grand tour. Ze schilderde een portret van de acteur David Garrick dat zeer geslaagd uitpakte. Ze maakte in Venetië kennis met Lady Wentworth, de vrouw van de Duitse ambassadeur, die haar introduceerde in kringen van de Engelse bovenklasse. In 1766 reisde ze begeleid door Lady Wentworth naar Londen waar ze portretten van personen en groepen maakt. Van 1766 tot 1781 woonde ze in Engeland. Een van haar beste vrienden is Joshua Reynolds, die ook een portret van haar schilderde.
In 1767 trouwde ze in het geheim met een vermeende Zweedse graaf, maar het huwelijk bleek een farce. Frederick de Horn was een bedrieger die er met haar spaargeld vandoor ging. Reynolds ving haar op na dit spoedig ontbonden huwelijk. Kauffmann en Reynolds werden evenwel het onderwerp van roddel en achterklap. Kauffmann werd betrokken bij het decoreren van Somerset House. In 1781 trad ze in het huwelijk met de schilder Antonio Zucchi, die met Robert Adam Engelse landhuizen decoreerde. Samen met haar vader reisde het echtpaar naar Rome. Ze betrokken het voormalige huis van de schilder Anton Raphael Mengs bij de Trinità dei Monti, bovenaan de Spaanse trappen. Het echtpaar ontving er beroemde kunstenaars als Goethe, Johann Gottfried Herder en adellijke gasten als keizer Jozef II. 
Wanneer Angelika in 1807 sterft wordt ze begraven met een groots eerbetoon, dat mogelijk alleen schilders als Rafaël ten deel is gevallen.

## Carrière
De professionele carrière van Kauffmann nam een vlucht, toen haar werk in 1764 vanuit Rome werd meegenomen naar Engeland door Lady Wentworth. Haar reputatie binnen adellijke kringen van Engeland werd in een klap gevestigd. Ze werd hierdoor - samen met Reynolds - een van de meest begeerde schilders aan het einde van de jaren 60 van de 18e eeuw. Echter na het huwelijk met de frauduleuze Zweedse graaf leed haar reputatie schade. Hoewel Reynolds de schade probeerde te beperken, duurde het tot de dood van haar man in 1781, voordat ze een deel van haar glorie herwon. Mogelijk had ze een korte relatie met Jean-Paul Marat, die samen met Jacques Pierre Brissot naar Londen was getrokken.
Tijdens de 25 jaar die ze in Rome doorbracht met haar echtgenoot, deed ze sporadisch mee aan tentoonstellingen in Engeland. Ook in Italië wist ze haar oude roem terug te winnen en leefde ze in relatieve welvaart. In 1797 had ze haar laatste tentoonstelling aan de Royal Academy in Londen. In de periode hierna, tussen 1797 en 1807, produceerde ze nog weinig grote werken en trok ze zich steeds meer terug uit de kunstwereld.

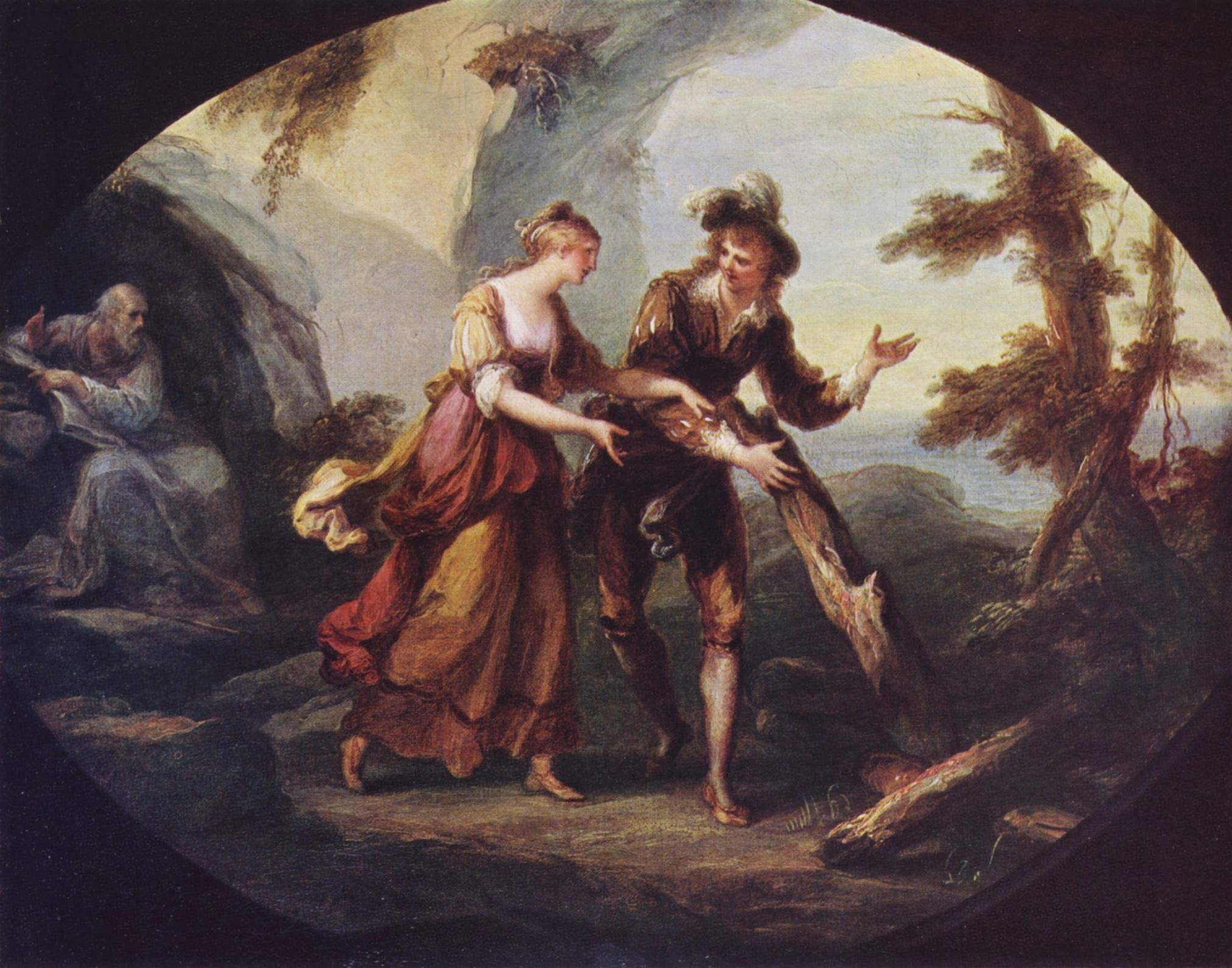
Angelika Kauffmann, Miranda and Ferdinand in het toneelstuk De Storm, 1782, 35 × 45 cm, olieverf op doek, Österreichische Galerie Belvedere, Wenen

## Werk
Kauffmann behoort tot de dag van vandaag tot de zeer grote portretschilders. Bij voorkeur schilderde ze kunstzinnige persoonlijkheden, karakters met "une vie interieure", die met grote diepgang en empathie worden uitgebeeld, zoals in het portret van Goethe. Met bekende vrouwelijke tijdgenoten, zoals Élisabeth Vigée-Lebrun en Adélaïde Labille-Guiard deelde ze de knappe stofuitdrukking van rijke kleding en kapsels en de tijdgebonden omstandigheid dat meestal invloedrijke personen worden afgebeeld. Wat haar onderscheidt is de primaire gerichtheid op innerlijke waarden en het talent om die te peilen en over te brengen. Met name de ooguitdrukking van de portretten is uitzonderlijk. Ook in haar vele zelfportretten ontbreekt elke vorm van praalzucht of ijdelheid.
Vandaag de dag kunnen werken van Kauffmann worden gevonden in de belangrijke musea, zoals de National Portrait Gallery in Londen, de Gemäldegalerie Alte Meister in Dresden, de Alte Pinakothek in München, de Hermitage in Sint-Petersburg en Musée d'Orsay in Parijs.
Over het leven van de schilderes werden verschillende boeken geschreven waaronder Miss Angel door Richmond Ritchie in 1875.
Angelika Kauffmann (1741–1807) gold naast Élisabeth Vigée-Lebrun (1755–1842), Adélaïde Labille-Guiard (1749–1803) en Marguerite Gérard (1761 -1837) tot de bekendste schilderessen van haar tijd.

## Selectie

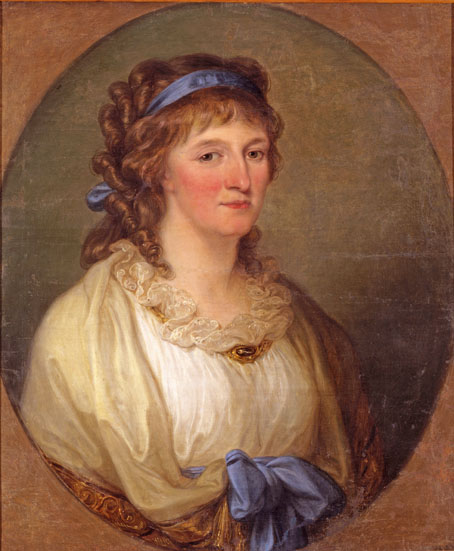
Portret van Louise von Anhalt Dessau
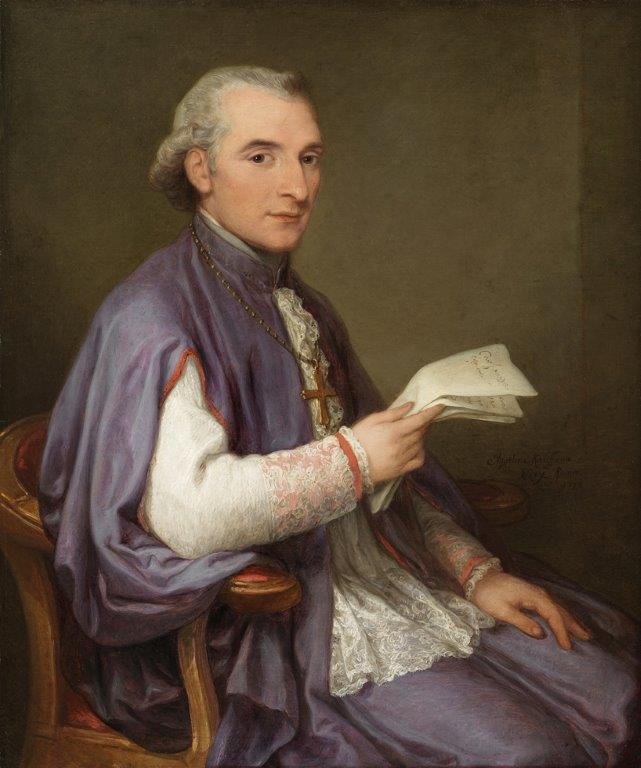
Portret van Monsignor Giuseppe Spina, 1798, Metropolitan Museum of Art, New York
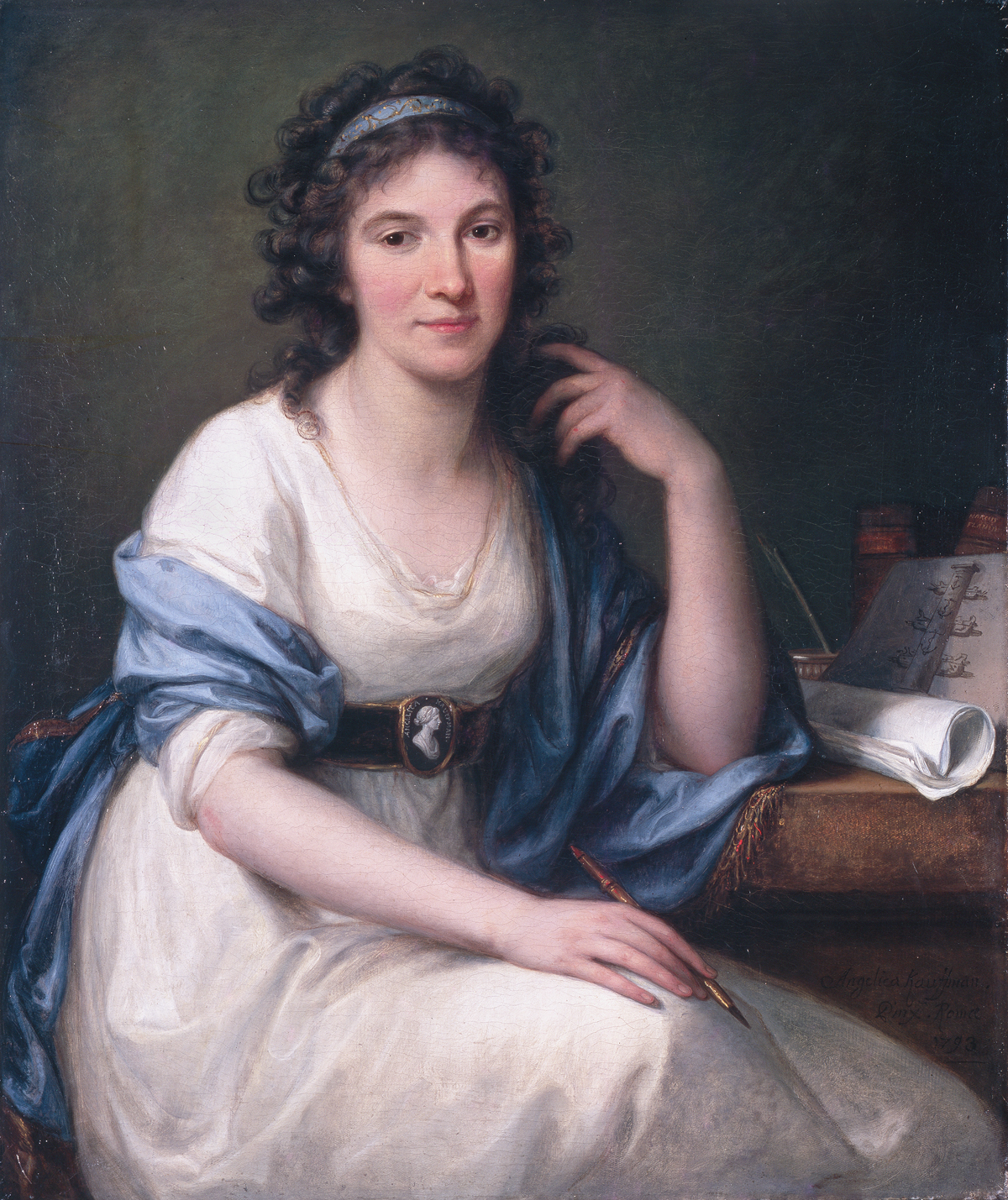
Portret van Ellis Cornelia Knight, 1793, Manchester Art Gallery
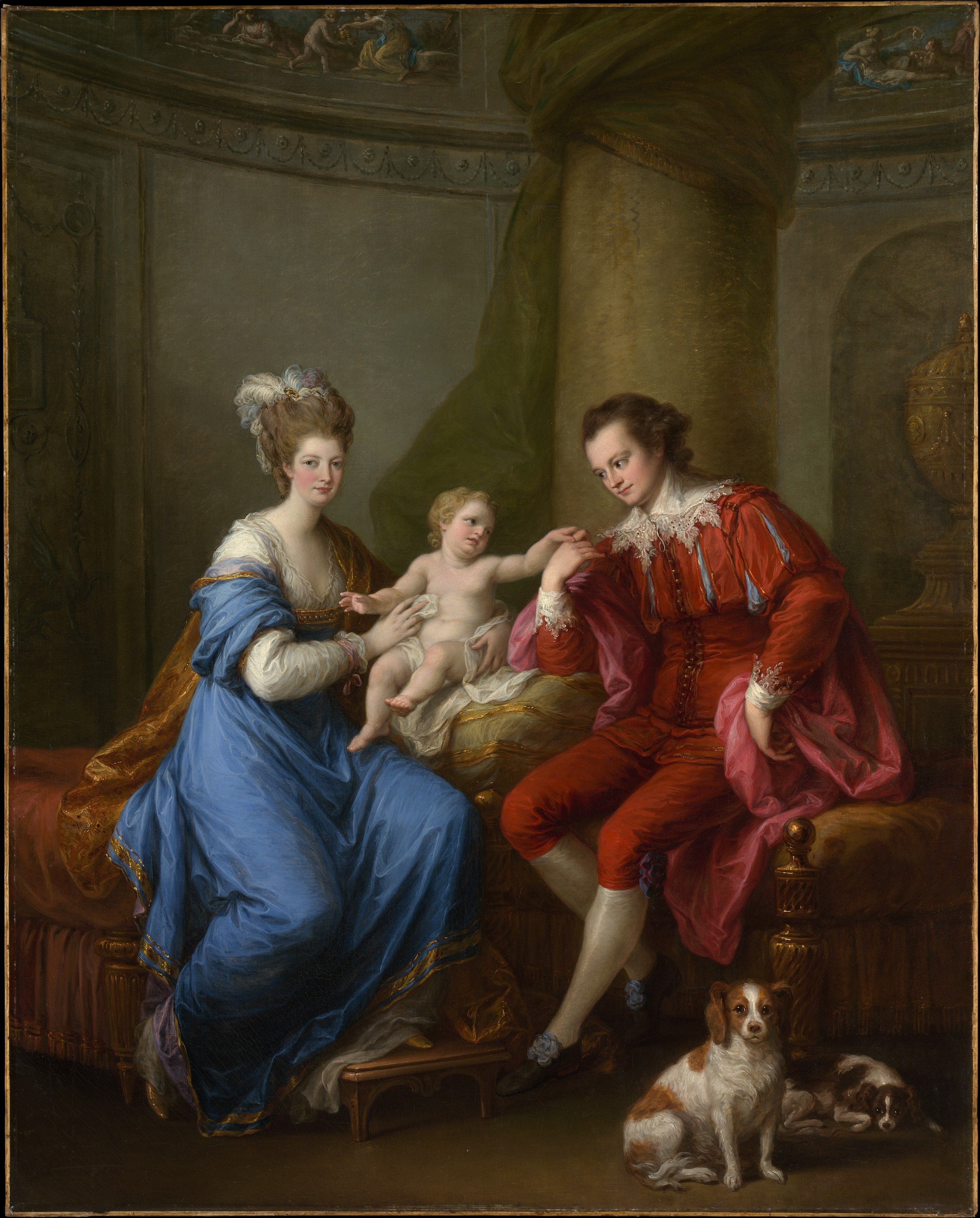
Portret van Edward Smith Stanley met zijn eerste vrouw, Elizabeth Hamilton, en hun zoon Edward, ca. 1776, Metropolitan Museum of Art, New York
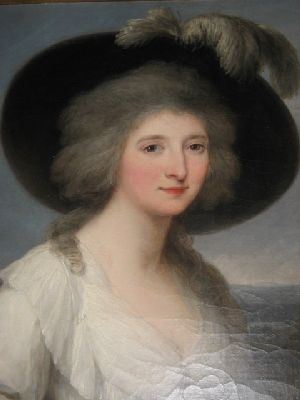
Portret van Almeria Carpenter, 1780, Kiplin Hall

## Tentoonstellingen
- Retrospektive Angelika Kauffmann (270 works, c. 450 ill. ), Düsseldorf, Kunstmuseum (Nov. 15th 1998 - Jan. 24th 1999); München, Haus der Kunst (Febr. 5th - April 18th 1999); Chur, Bündner Kunstmuseum (May 8th - July 11th 1999)

## Trivia
In 1985 werd een inslagkrater op de planeet Venus naar haar vernoemd.